# Beaufort (Alto Garona)
Beaufort (em occitano:  Bèuhòrt) é uma comuna francesa na região administrativa da Occitânia, no departamento do Alto Garona. Estende-se por uma área de 8.51 km², com 467 habitantes, segundo o censo de 2018, com uma densidade de 55 hab/km².